# Lisa Edelstein
Lisa Edelstein   (Boston, 21 de maig de 1966) és una actriu estatunidenca, coneguda pel seu paper de Dra. Lisa Cuddy a la sèrie televisiva House, MD.

## Biografia
Lisa Edelstein, després de néixer a Boston, es va criar a Wayne (Nova Jersey), i estudià a la New York University. És coneguda com una de les més notables personalitats de la vida nocturna de Manhattan.
Com a actriu convidada, participà en sèries com Seinfeld, ER, Just Shoot, Frasier, Without a trace i Sports Night abans d'aconseguir papers a The West Wing, Ally McBeal i Felicity. L'any 1996 també va participar en el remake televisiu de Superman, posant la veu a Mercy Graves.
El paper, però, que més repercussió ha tingut és el de la cap del Princeton-Plainsboro Teaching Hospital i del doctor House a la sèrie House, MD. Per aquest paper va guanyar el premi Satellite.
Edelstein és també una coneguda escriptora de musicals, entre el que destaca Positive Me, relacionat amb la malaltia de la sida.

## Filmografia

### Cinema
- 1991: The Doors
- 1994: Love Affair
- 1997: Millor, impossible (Has Good has It Gets)
- 1998: L.A. Without a Map de Mika Kaurismäki
- 1998: I'm Losing You
- 1998: El pla de la Susan (Susan's Plan)
- 1999: 30 Days
- 2000: Més que amics (Keeping the Faith)
- 2000: What Women Want (What Women Want)
- 2003: Papa cangur (Daddy Day Care)
- 2005: Say Uncle
- 2013: She Loves Me Not

### Televisió
- 1992: Mad About You
- 1992: L.A. Law
- 1993: Wings
- 1993: Seinfeld (temporada 5, episodi 1): Karen, la petita amiga frustrada de George Costanza.
- 1994: The Larry Sanders Show
- 1995: Partners
- 1996: Ned and Stacey
- 1996: Relativity
- 1997: ER (temporada 4, episodi 1)
- 1997: Superman
- 1997: Cybill
- 1997: Almost Perfect
- 1998: In the Loop
- 1998: Just Shoot Me!
- 1998: Frasier
- 1998: The Batman/Superman Movie (Veu)
- 1998: Indiscreet
- 1998: Conrad Bloom
- 1999: L.A. Doctors
- 1999: Sports Night
- 1999: Legal Aid
- 1999: The West Wing (The West Wing): Laurie
- 2000: Grapevine
- 2000: Grossa Punta
- 2000: Ally McBeal: Cindy McCauliff
- 2001: Family Law
- 2001:  Black River
- 2001: Going to California
- 2001: Felicity, la petita amiga embarassada de Ben
- 2002: Leap of Faith
- 2002: Obsessed: Charlotte
- 2003: Hospital San Francisco
- 2003: Watching Ellie
- 2003: A Date with Darkness: The Trial and Capture of Andrew Luster
- 2003: Miss Match
- 2003: The Practice
- 2003: Without a Trace
- 2004 - 2011: Dr House, Dr Lisa Cuddy
- 2004: Judging Amy
- 2005: Fathers and Sons
- 2005: Justice League (Veu)
- 2005: Mrs Harris
- 2007: American Dad! (Veu)
- 2011: The Good Wife: Celeste Serrano
- 2012: Blue-Eyed Butcher: Kelly Siegler
- 2012: Elementary: Heather Vanowen (temporada 1, episodi 8)
- 2013: Scandal: Sarah Stanner (temporada 2, episodi 16)
- 2013: Castle: Rachel McCord (temporada 6, episodis 1, 2 i 3)
- 2013: House of Lies: Brynn (temporada 2, episodi 5: Sincerity Is an Easy Disguise in This Business)
- 2013 - 2014: La Llegenda de Korra: Veu Kya (Llibres 2 i 3)
- des de 2015: Girlfriends' Guide to Divorce: Abby